# Myriopteris moritziana
Myriopteris moritziana är en kantbräkenväxtart som först beskrevs av Kunze, och fick sitt nu gällande namn av Grusz och Windham. Myriopteris moritziana ingår i släktet Myriopteris och familjen Pteridaceae. Inga underarter finns listade.